# Авив, Юваль
Юваль Авив (ивр. יובל אביב‎, род. 24 февраля 1947, Кфар-Менахем, Южный округ) — израильско-американский консультант по безопасности и основатель Interfor International, фирмы по корпоративным расследованиям в Нью-Йорке. Бывший агент Моссада и автор книг под псевдонимом Сэм Грин.
Авив расследовал взрыв Boeing 747 над Локерби.

## Биография
Юваль Абайоф (позже Юваль Авив) родился в Кфар-Менахеме 24 февраля 1947 года. Получил степень магистра в Тель-Авивском университете. Служил в Армии обороны Израиля и Моссаде с 1968 по 1979 год, дослужился до звания рав-серен (майор). По данным «Геральд Сан», он участвовал в операциях секретной службы Моссада во многих странах.
Авив был нанят Pan Am в 1989 году для расследования теракта на рейсе 103 Pan Am. Юваль утверждал, что получил информацию от людей, которые были вовлечены прямо или косвенно . В своем докладе он утверждал, что агенты США следили за маршрутом контрабанды героина с Ближнего Востока в Соединенные Штаты, которым руководил сирийский преступник.
Авив заявил, что сирийцы имели связи с боевиками «Хезболлы», которые держали в заложниках жителей Запада в Бейруте. По словам Авива, агенты США согласились разрешить контрабанду героина в обмен на помощь в освобождении заложников. В какой-то момент турецкие экстремисты, работавшие в аэропорту Франкфурта в качестве грузчиков, обменяли чемодан с героином на бомбу.
Президентская комиссия по авиационной безопасности и терроризму рассмотрела данные утверждения в 1989 году и не нашла «никаких оснований для домыслов в прессе о том, что чиновники США, молчаливо или иным образом участвовали предполагаемой операции в аэропорту Франкурта, имеющей какое-либо отношение к саботажу рейса 103».
После того, как был опубликован отчет Interfor, дипломатические и разведывательные службы охарактеризовали Авива как «фабрикатора, который солгал обо всем своем прошлом.» Позже Авив заявил: «Мне никогда прямо не говорили, что [мой отчет] был неправильным, на меня всегда нападали как на посланника, как на кого-то, кто был фабрикатором, сумасшедшим, кем угодно». American RadioWorks, национальное документальное подразделение американских общественных СМИ, изучило утверждения о том, что Авив никогда не работал на ФБР или Моссад. Они нашли несколько документов, в том числе памятку ФБР от 1982 года и соглашение об осведомителе между Авивом и Министерством юстиции США, в которых говорится о прошлой связи с израильской разведкой. Он использовался в качестве источника такими изданиями, как «Нью-Йорк Таймс», а также новостными сетями Fox News Channel и ABC News.

## Участие в книге «Месть»
В 1981 году канадский писатель Джордж Джонас обратился в «Коллинз Канада» с просьбой о встрече с Авивом, который утверждал, что участвовал в операции «Гнев Божий», операции по уничтожению палестинских боевиков, которые совершили теракт на Олимпийских играх в Мюнхене, в ходе которого они взяли в заложники и убили 11 израильских спортсменов. В рамках совместной сделки два издательства из Торонто, Lester & Orpen Dennys и Collins Canada Ltd, поручили Джонасу провести исследование и написать отчёт о деятельности Авива.
«Месть» (1984) изобразила персонажа Авива как «Авнера».
По данным Maclean's, которая собрала следственную группу из 11 человек, чтобы выяснить, была ли история Авива правдой, книга принесла 500 000 долларов авансовых продаж за рубежом. После публикации своей книги Джонас рассказал журналисту Maclean's, что потратил два года и 30 000 долларов из средств издателей на проведение исследований в Европе и Израиле. American RadioWorks, национальное документальное подразделение американских общественных СМИ, также изучило обвинения и отметило несколько судебных документов, в том числе памятку ФБР от 1982 года и соглашение об информаторе между Авивом и Министерством юстиции США, оба из которых ссылаются на прошлую связь с израильской разведкой.
В 1984 году Джонас, Луиза Деннис и президент Collins Canada Николас Харрис сказали Maclean’s, что они удовлетворены тем, что история была подлинной. Джонас рассказал Maclean’s: «На мой взгляд, если он [Авив] не является легитимным, то он может быть только недовольным бывшим сотрудником Моссада, обладающим достаточными знаниями о том, что произошло в этой области. Что касается меня, то если он не тот, за кого себя выдает, то это то, чем он является».
В 1986 году книга была экранизирована как телевизионный фильм «Меч Гидеона» со Стивеном Бауэром и Майклом Йорком в главных ролях. Книга также была превращена в художественный фильм 2005 года «Мюнхен» режиссёра Стивена Спилберга с Эриком Бана, Дэниелом Крейгом и Джеффри Рашем в главных ролях.
В книге «Люди, которые станут королями: почти эпическая история о магнатах, фильмах и компании DreamWorks» утверждается, что Стивен Спилберг проверил Авива во время подготовки к съемкам фильма «Мюнхен» (2005). Спилберг собрал исследователей и, благодаря своим связям в Белом доме и дипломату с Ближнего Востока, определил, что «Его настоящее имя было Юваль Авив. Кроме того, проверка Спилберга обнаружила файлы ФБР, доказывающие, что он и его команда не были вымышленными.»

## Опубликованные работы
- (2003) Полное руководство по выживанию в условиях терроризма: Как путешествовать, работать и жить в безопасности.
- (2004) Оставаться в безопасности: Полное руководство по защите себя, своей семьи и своего бизнеса.
- (2006) Макс, основанный на смерти британского издателя Роберта Максвелла.
- (2008) Рейс 103, позже опубликованный как Полет в опасность, основанный на взрыве в Локерби. ISBN 978-0-09-951477-0